# Escola Basca de Boise
L'Escola Basca de Boise (en euskera: Boiseko Ikastola) té un pla d'estudis centrat en l'adquisició de l'idioma basc, i en el desenvolupament de la lectura, l'escriptura, i les matemàtiques. Les classes estan dissenyades per a nens bascos i americans, totes les assignatures s'imparteixen en llengua basca, la qual cosa facilita l'aprenentatge dels joves estudiants. Les recerques han demostrat que exposar als nens a una segona llengua a una edat primerenca els dona un avantatge més tard en àrees com les matemàtiques, el llenguatge i la consciència cultural. Amb una varietat d'excursions, classes de ball i activitats, la ikastola de Boise ofereix un aprenentatge cultural més enllà de l'aula. L'escola està situada en l'Avinguda Broadway de la ciutat de Boise, a l'Estat de Idaho, als Estats Units d'Amèrica.